# ألكسندرا نيشيتا
ألكسندرا نيشيتا (بالإنجليزية: Alexandra Nechita) هي رسامة أمريكية، ولدت في 27 أغسطس 1985 في فاسلوي في رومانيا.

## وصلات خارجية
- الموقع الرسمي
- ألكسندرا نيشيتا على موقع IMDb (الإنجليزية)
- ألكسندرا نيشيتا على موقع قاعدة بيانات الفيلم (الإنجليزية)